# Hind Laroussi

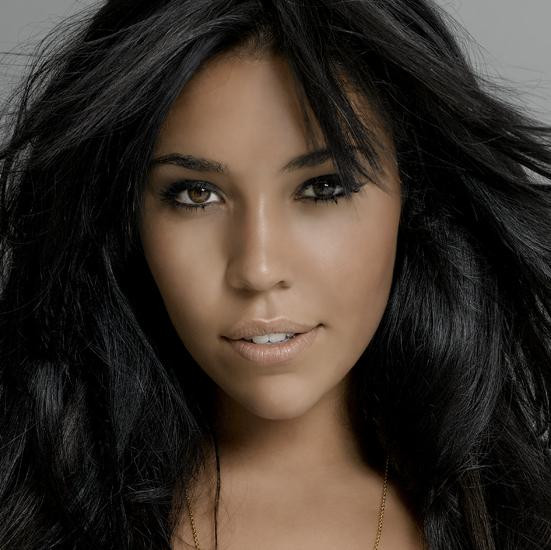
Hind Laroussi Tahiri

Hind Laroussi Tahiri (* 3. Dezember 1984 in Gouda), Künstlername Hind, ist eine niederländische Sängerin.

## Biografie
Die Tochter eines Marokkaners und einer Niederländerin wuchs in Gouda auf und lebt heute in Amsterdam.

## Karriere
Anfang 2002 nahm sie bei der Soundmixshow im niederländischen Fernsehen teil, wo sie das Finale erreichte. 2003 nahm sie an Idols teil und erreichte den dritten Platz. Im selben Jahr veröffentlichte sie ihr Debütalbum Around the World, welches Pop- und R&B-Stücke enthält, aber auch von portugiesischer und arabischer Musik beeinflusst ist. Mehr als 40.000 Tonträger wurden abgesetzt, das Album erreichte Gold-Status. Im Jahr 2004 erhielt sie den Edison-Award als beste niederländische neue Sängerin. Im Jahr 2005 erschien ihr zweites Album Halfway Home, was sie auf Grund des arabischen Einflusses auf die Musik als Arabpop bezeichnet. 2008 nahm sie für die Niederlande am Eurovision Song Contest 2008 in Belgrad teil, schied jedoch im ersten Halbfinale aus.
Am 23. November 2009 begann Hind bei SellaBand, von ihren Fans 40.000 € für die Produktion eines neuen Musikalbums einzusammeln. Nach 11 Tagen war die Summe zusammen. Am 8. Dezember 2009 startete die zweite Phase des Projekts bei SellaBand, in der zunächst weitere 30.000 € für Album-Werbung finanziert werden sollte. Letztlich wurde diese Phase mit einer Summe von 24.000 € am 12. Januar 2011 beendet. Die ursprünglich geplante dritte Phase, in der weitere 30.000 € für die Produktion von drei Videoclips finanziert zusammenkommen sollten, wurde nicht mehr umgesetzt.

## Diskografie

### Alben
- 2003: Around the World (NL: Gold (Sony) + Gold (BMG))[5]

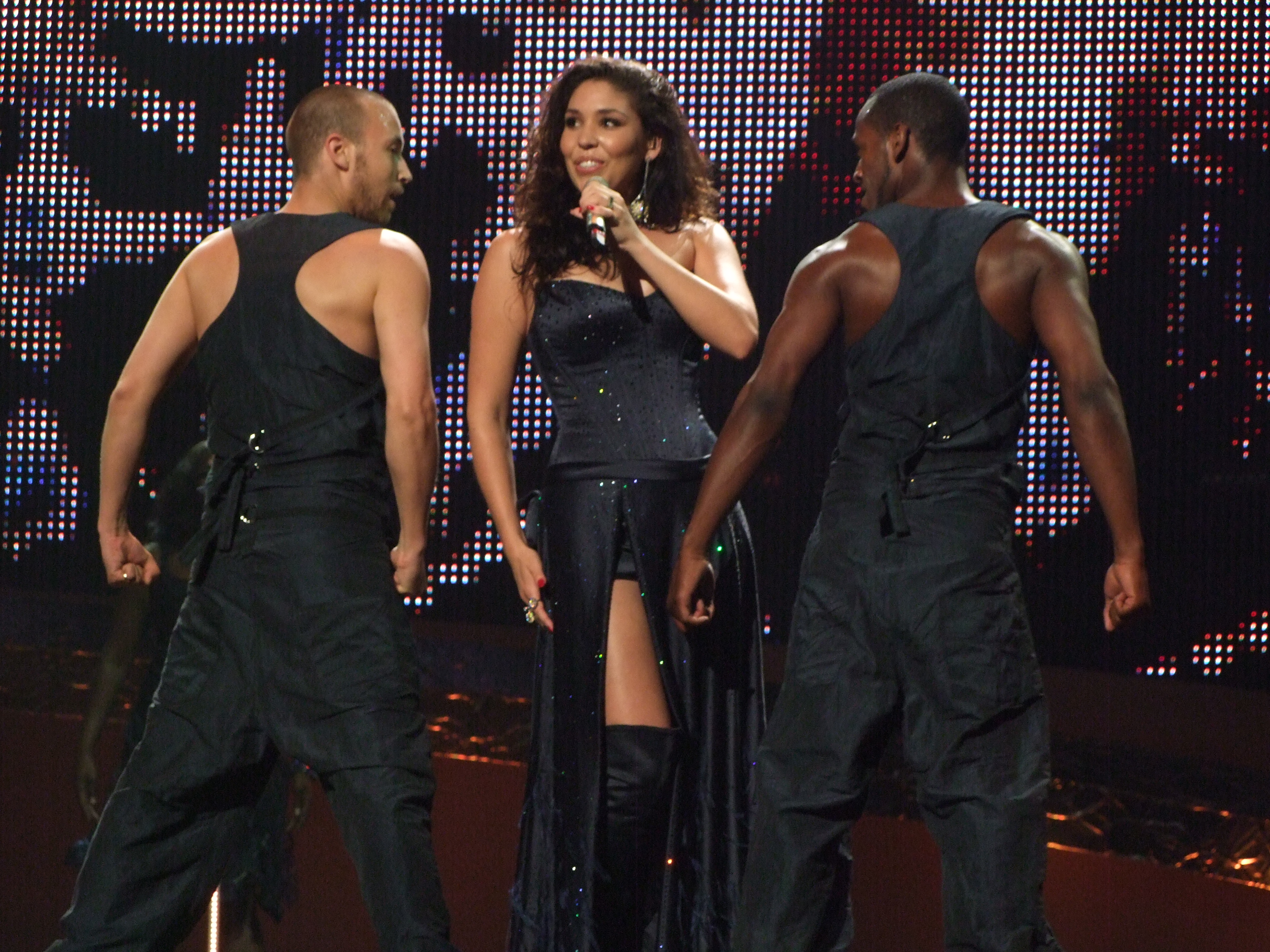
Hind im Halbfinale des Eurovision Song Contests 2008

- 2005: Halfway Home
- 2010: Crosspop

### Singles
- 2003: Summer All Over Again
- 2004: Weak
- 2004: Sure As
- 2005: Give Me a Sign
- 2005: Halfway Home
- 2006: Habbaytek Besaif
- 2008: Your Heart Belongs to Me
- 2009: Morgen
- 2011: Wereldwijd orkest
- 2013: Make it Count
- 2021: Cat & Mouse